# 阿富汗团结党
阿富汗团结党（波斯語：‎）是阿富汗的一个左翼政党。该党成立于2014年4月17日。该党的意识形态是世俗主义、民主社会主义、社会民主主义、女权主义、民主改革、反帝国主义、左翼民族主义。该党的领袖是达乌德·拉兹马克。该党的总部位于喀布尔。该党是进步国际的成员。该党约有3万名党员。